# Galleri Gummeson

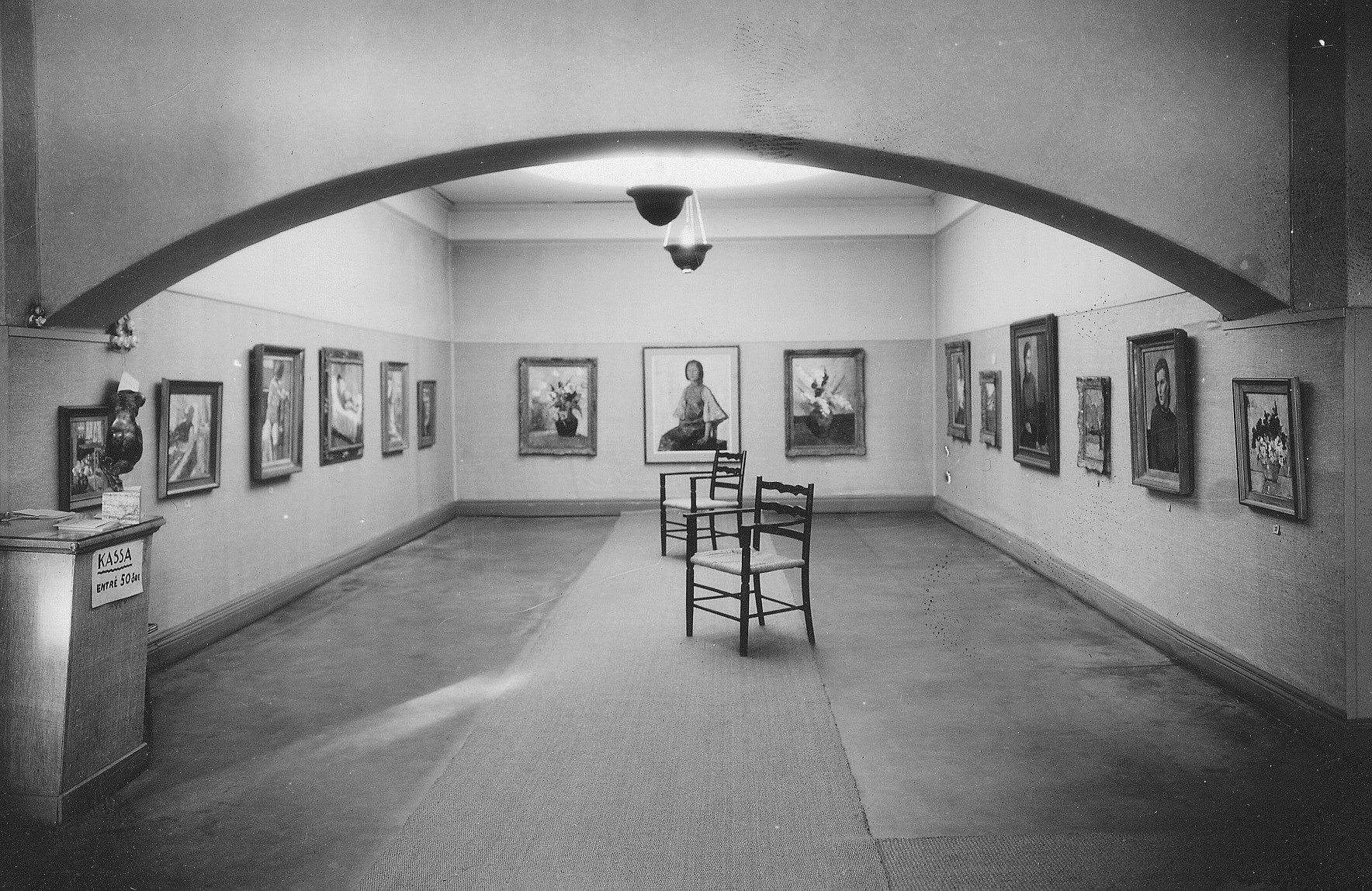
Galleri Gummeson 1933.

Galleri Gummesons var ett konstgalleri på Strandvägen 17 i Stockholm som grundades 1912 som Gummesons konstsalong av bokhandlaren Carl Gummeson. Galleriet visade tidigt modernismen för den svenska konstpubliken.
År 1916 visades en utställning med Vasilij Kandinskij, Lyonel Feininger, Gabriele Münter och därefter Paul Klee, Max Ernst och Edvard Munch på 1920-talet. Svenska konstnärer som ställde ut var bland andra Isaac Grünewald och Gösta Adrian-Nilsson (GAN). 
Under 1950-talet var galleriet centrum för den svenska nyexpressionistiska rörelsen med konstnärer som Torsten Renqvist och Staffan Hallström. 1964 anordnades en minnesutställning över den franske konstnären Henri Paul Sert.
Andy Warhol hade en utställning år 1972. 
Vid 1970-talets slut blev galleriet en konsthandel, men utställningsverksamhet påbörjades igen under 2000-talet. Uppmärksamheten i medierna blev stor när galleriet ordnade utställningar av graffitikonstnären Martin Burgos och konstnären Maloosak. Thorsten Flinck som konstnärsregissör och Carolina Gynning.